# Seven (альбом Poco)
Seven — седьмой студийный альбом американской кантри-рок-группы Poco, выпущенный 12 апреля 1974 года на лейбле Epic Records.
Диск достиг 68 позиции в чарте Billboard 200. Это первый альбом, записанный Poco после ухода лидера группы Ричи Фьюрэя. Обложку альбома создал американский художник Филлип Хартман.

## Список композиций
1. «Drivin' Wheel» (Пол Коттон) — 6:10
2. «Rocky Mountain Breakdown» (Расти Янг) — 2:16
3. «Just Call My Name» (Тимоти Би Шмит, Норин Шмит) — 5:12
4. «Skatin'» (Шмит) — 4:42
5. «Faith in the Families» (Коттон) — 3:43
6. «Krikkit’s Song (Passing Through)» (Шмит) — 3:33
7. «Angel» (Коттон) — 4:55
8. «You’ve Got Your Reasons» (Коттон) — 5:14

## Участники записи
- Пол Коттон — гитара, вокал
- Расти Янг — стил-гитара, гитара, банджо, вокал
- Тимоти Би Шмит — бас-гитара, вокал
- Джордж Грантман — ударные, вокал
- Джим Мессина — мандолина
- Бёртон Каммингс — клавишные
- Бобби Холл — перкуссия, конга
- Эл Гарт — скрипка
- Джек Ричардсон — продюсер
- Брайан Кристиан — инженер
- Барри Фейнштейн — фотография
- Филлип Хартман — обложка